# John McDowell (évêque)
Ne doit pas être confondu avec John McDowell.
John McDowell, né en 1956 à Belfast, est un prélat irlando-britannique de l'Église d'Irlande. Il est archevêque d'Armagh depuis 2020.

## Biographie
Ordonné prêtre en 1996, il est vicaire d'Antrim, dans le diocèse de Connor, puis devient recteur de Ballyrashane en 1999 et de la paroisse St Mark's, à Dundela, dans le diocèse de Down et Dromore, de 2002 à 2011. Il est également secrétaire honoraire du Synode général de 2008 à 2011.
Il est nommé évêque de Clogher par la chambre des évêques le 30 mai 2011 et consacré le 23 septembre suivant dans la cathédrale Saint-Macartin d'Enniskillen.
Le 11 mars 2020, il est élu archevêque d'Armagh et primat de toute l'Irlande et prend ses fonctions le 28 avril. Il est intronisé solennellement le 14 septembre 2021 dans la cathédrale Saint-Patrick d'Armagh.